# سلالة مينغ الحاكمة
كان عهد أسرة مِنغ أو مينغ (الصينية: 明朝—مِنغ تشاو) سلالة الأباطرة الذين حكموا الصين 1368-1644. تعود سلالة أسرة مِنغ لسلالة الأباطرة الصينيين القدامى (هان). أسقطت أسرة مِنغ حكم الأباطرة من سلالة النسب يوان المغولية . وكانت الصين في ظل عهد أسرة مِنغ تسمى ب «الإمبراطورية العظمى مِنغ» (大 明 国، دا مِنغ غو). في ذروة الإمبراطورية حكمت سلالة مِنغ مناطق شاسعة امتدت الإمبراطورية إلى كوريا الشمالية ومنغوليا وأقاليم تركستان، كما فرضت الإمبراطورية ضريبة مباشرة على أراضيها و سيطرت على جنوب فيتنام وبورما الحالية. كانت أراضي الإمبراطورية اسعة و شاسعة في ذروتها.
في ظل عهد أسرة مِنغ، تمتعت الصين بأكثر من 300 سنة من الاستقرار. إنشاء إمبراطورية يخدمها جيش كبير شمل مليون جندي، ومئات من السفن البحرية، في ذلك الوقت كانت تملك أكبر أسطول بحري حربي في العالم. كما بني سور بادالينغ العظيم (سنة 1505) والذي احتل السور موقعا قياديا واستراتيجيا بارزا لحماية ممر جويونغوان الجنوبي، مما يحمي مدينة بكين. تميل تجدد إدارة التراث خلال عهد أسرة مِنغ وهان. وقد استأنفت الحكومة في نظام الامتحانات الإمبراطورية، والتي مثلت الظروف الملائمة لدوره في خدمة البلد. عادت الكونفوشيوسية في الدين لتكون دين الدولة الرسمي. إعادة تأسيس التعليم في العديد من الأكاديميات الخاصة الكلاسيكية (书院 Shuyuan) والمؤسسات التي أغلقت خلال فترة حكم يوان، وازدهار الأدب والشعر والفن، كما يتضح من العديد من الأعمال الصامدة حتى يومنا هذا. وقد تم تنقيح مِنغ خلال أسلوب الطباعة يستند إلى خطابات خشبية معلقة العديد من الكتب وطبعت في نسخ كبيرة. تطوير التجارة والصناعة وزيادة الاتجاه نحو التحضر. وكان الحجم السكاني في الصين في بداية الحكم لأسرة مينج أقل من 60 مليون شخص، وزادت في نهاية الحكم لمليون -130-150.

## التاريخ

### التأسيس

#### حكم الإمبراطور هونغوو
قدم الإمبراطور هونغوو مجهودًا فوريًا لإعادة البنية التحتية للدولة، إذ بنى حائطاً بطول 48 كيلومتر حول مدينة نانجينغ بالإضافة إلى العديد من القصور والقاعات الحكومية، وأسس هونغوو نظاماً عسكرياً عُرف باسم ويسوو، المشابه لنظام فوبينغ التابع لسلالة تانغ الحاكمة. يُظهر تاريخ عائلة مِنغ أنه في وقت مبكر من عام 1364، بدأ تشو يوان تشانغ بالعمل على وضع قانون كونفوشي جديد سُمي بقانون دام مِنغ لو، والذي اكتملت صياغته في عام 1397، وتكررت فيه بعض من البنود الموجودة في قانون تانغ العائد لعام 653.
في عام 1380 أعدم هونغوو المستشار هو ويونغ بسبب الاشتباه بتآمره على الإمبراطور للإطاحة بالحكم، وبعد ذلك ألغى الإمبراطور منصب المستشار وتسلم مهامه كرئيس تنفيذي وإمبراطور، وكانت هذه سابقة عُمل بها فيما بعد طوال فترة حكم عائلة مِنغ. مع تزايد الشك بوزرائه وأتباعه، أسس هونغوو غينيوي شبكة شرطة سرية مؤلفة من حراس قصره ونحو مئة ألف شخص أُعدموا في سلسلة من حملات التطهير خلال فترة حكمه.
أصدر الإمبراطور هونغوو العديد من الأحكام التي منعت ممارسة الطقوس المونغولية وأعلن عن نيته في تطهير الصين من التأثير البربري، كذلك سعى لاستخدام ميراث عائلة يوان لإضفاء الشرعية على حكمه للصين ومناطق أخرى حُكمت من قبلهم، واعتمد العديد من ممارساتهم العسكرية، فجند جنوداً من المغول واستمر في طلب المحظيات الكوريات والمخصيين.

#### الحدود الجنوبية الغربية
خضع مسلمو سالار في شانغهاي طواعيةً لحكم سلالة المِنغ، إذ استسلم قادة قبيلتهم نحو عام 1370. وفي السبعينيات من القرن الرابع عشر قمعت القوات الإيغورية التابعة للجنرال الإيغوري هالا باشي تمرد مياو، واستقرت في مدينة تشانغده ضمن مقاطعة خونان، كذلك استقرت القوات التابعة لمسلمي هوي في تشانغده بعد خدمة مِنغ في حملاتهم ضد قبائل بدائية أخرى. وفي عام 1381 امتد حكم المِنغ إلى المناطق الواقعة في الجنوب الغربي والتي كانت سابقاً جزءاً من مملكة دالي بعد الجهود الناجحة لمسلمي هوي التابعين لجيوش المِنغ في هزيمة المغوليين المواليين ليوان، وفصائل هوي المسلمة المقاومة في مقاطعة يونان.
أُعيد توطين فصائل هوي التابعة للجنرال مو يينغ -الذي عُين محافظاً ليونان- في المنطقة في محاولة لاستعمارها، ومع نهاية القرن الرابع عشر استقر نحو 200,000 مستعمر في 2000,000 مو تقريباً)أي ما يساوي 350,000 فداناً(من الأرض والتي تُعرف الآن بيونان وقويتشو، بعد ذلك قدم ما يقارب النصف مليون مستوطن إلى البلاد فسببت هذه الهجرات تغيراً كبيراً في التركيب العرقي للمنطقة، إذ أن نصف التعداد السكاني كان سابقاً من غير قوم الهان، وأثار هذا التغير الكبير في التعداد السكاني مزيداً من العصيان عند قومي المياو والياو بين عامي 1464 و1466، والذي قُضي عليه بجيش مؤلف من ثلاثين ألف فصيلة تابعة للمِنغ، (متضمنة ألف منغولي) انضمت إلى 160,000 قوانغشي.
فيما بعد، قمع العالم والفيلسوف وانغ يانغ مِنغ )1472-1529) تمرداً آخراً في المنطقة ودعا إلى إقامة إدارة موحدة للصينيين ومجموعات السكان الأصليين في محاولة لإضفاء الطابع الصيني على الناس المحليين.

#### الحملة في الشمال الشرقي
بعد الإطاحة بحكم مملكة يوان المغولية في عام 1368، بقيت منشوريا تحت سيطرة المغول في مملكة يوان الشمالية الواقعة في منغوليا، وسيطر ناغاشو -الذي كان زعيماً لأوريانخاي من أسرة يوان الشمالية- على القبائل المغولية في منشوريا (محافظة ياويانغ خلال حكم يوان السابق)، وازدادت قوة ناغاشو في شمال شرق البلاد مع امتلاكه لقوات كبيرة (تصل حتى مئات الآلاف)، بما يكفي للتهديد بغزو حكم عائلة مِنغ المؤسَّس حديثاً للسماح للمغول بإعادة السيطرة في الصين، وقررت سلالة المِنغ هزيمته بدلاً من انتظار هجوم المغوليين فأرسلت في عام 1387 حملة عسكرية لتهاجم ناغاشو انتهت باستسلام ناغاشو وغزو المِنغ لمنشوريا.
لم يستطع بلاط الأسرة الحاكمة المبكر فرض السيطرة على الجورشنز التابعين للمغول في منشوريا، لكن ذلك خلق قاعدة تنظيم خدمت كوسيلة لتكوين العلاقات بين الناس على طول الحدود الشمالية الشرقية. مع نهاية حكم هونغوو، بدأت أساسيات خطة التعامل مع الجورشنز تتخذ شكلاً معيناً، إذ كان معظم سكان منشوريا -عدا الجورشنز الجامحين- على علاقة طيبة مع الصين.
شكل المِنغ العديد من وحدات الحراسة في منشوريا، لكن ذلك لا يعني بالضرورة فرض السيطرة السياسية، وفي عام 1409 أسس المِنغ خلال فترة حكم الإمبراطور يونغلي لجنة نورغان العسكرية الإقليمية على ضفاف نهر آمور، وأُمر يشيها وهو مخصيّ من نسب يعود إلى هايشي جورشنز بقيادة بعثة إلى مصب نهر آمور ليُهدئ الجورشنز الجامحين. بعد وفاة الإمبراطور يونغلي أُلغيت لجنة نورغان العسكرية الإقليمية عام 1435، وتوقف بلاط أسرة مِنغ عن امتلاك أي نشاطات جوهرية فيها على الرغم من بقاء وحدات الحراسة في منشوريا. مع نهاية حكم المِنغ، تضاءل وجودهم السياسي في منشوريا بشكل ملحوظ.

#### العلاقات مع التبت
يُظهر كتاب المِنغشي وهو التاريخ الرسمي لأسرة المِنغ والذي جُمع من عائلة تشينغ عام 1739 أن المِنغ عينوا قادة جوالين للإشراف على الإدارة التبتية بالإضافة إلى إعادة تسمية موظفي الدولة الذين كانوا تابعين لحكم يوان في التبت، ومنح ألقاب أميرية جديدة للقادة من الطوائف البوذية التبتية، لكن توريل في ويلي صرح أن الرقابة على هذا الكتاب والتي تهدف إلى الحفاظ على هيبة وسمعة إمبراطورية المِنغ بأي ثمن أدت إلى التعتيم على جوانب عديدة من التاريخ فيما يتعلق بالعلاقات الصينية التبتية خلال عصر المِنغ. ويختلف المؤرخون المعاصرون فيما إذا فرضت أسرة المِنغ سيادتها على التبت، فالبعض يعتقد أنها كانت مجرد هيمنة خفيفة تم قطعها لاحقاً عندما اضطهدت إمبراطورية جياجينغ البوذية لصالح الطاوية في البلاط بينما يجادل البعض في أن العلاقة المهمة ذات الطابع الديني مع كهنة البوذية التبتية مُثلت تمثيلاً ناقصاً في التاريخ المعاصر، ويشير آخرون إلى حاجة المِنغ للخيول الآسيوية الوسطى وضرورة الحفاظ على المبادلات التجارية للخيول والشاي.
أرسل المِنغ غزوات مسلحة خلال فترات متقطعة إلى التبت خلال القرن الرابع عشر، وقاومها شعب التبت بنجاح. أشار عدة مؤرخين إلى أنه على عكس المغول السابقين، لم تحم أسرة مِنغ الفصائل الدائمة في التبت، وحاول الإمبراطور وانلي إعادة تأسيس العلاقات الصينية-التبتية على أعقاب التحالف المغولي-التبتي الذي بدأ عام 1578، هذا التحالف الذي أثر على السياسة الخارجية لسلالة تشينغ الحاكمة (1644-1912) في دعمهم للدالاي لاما التابع لطائفة الغيلوغ. مع نهاية القرن السادس عشر، أثبت المغول أنهم حماة ناجحون للدالاي لاما بعد حضورهم المتزايد في منطقة أمدو، متوجين بذلك غزو التبت من قبل غوشي خان (1582-1655) عام 1642، ومؤسسين ولاية خوشوت خانات.

## المجتمع والثقافة

### الأدب والفن

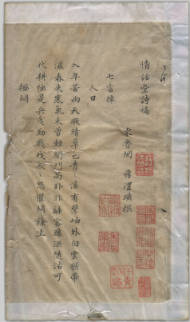
شعر من عصر سلالة مِنغ الحاكمة، القرن السابع عشر.

ازدهر كل من الأدب والفن والشعر والموسيقى والأوبرا الصينية بمختلف أنواعها في عهد سلالة مِنغ، خاصة في وادي اليانغتسي السفلي المزدهر اقتصادياً. وعلى الرغم من شعبية القصة القصيرة منذ عهد سلالة تانغ (618-907) وتقنية وموسوعية أعمال المؤلفين المعاصرين مثل شو غوانغكي، شو شياكي، سونغ يينغشينغ، لكن الأدب اللافت للنظر في تلك الحقبة هو الرواية العامية. بينما تلقت نخبة الطبقة الراقية تعليماً كافياً لفهم اللغة الصينية الكلاسيكية تماماً، أصبح أولئك الذين تلقوا تعليماً أولياً مثل النساء في الأسر المتعلمة والتجار والعمال الجمهور الأكبر للأدب والفنون المسرحية التي استخدمت اللغة الصينية العامية.
ساهم علماء الأدب في تحرير وتطوير الروايات الكلاسيكية العظيمة الأربع بشكلها الناضج في تلك الفترة، بما فيها حافة الماء، رحلة إلى الغرب، بالإضافة إلى رواية جين بينغ ماي التي نُشرت في عام 1610 والتي كانت على الرغم من احتوائها على بعض العناصر القديمة مجاريةً للعصر بتكوينها المستقل واهتمامها بعلم النفس، وفي السنوات الأخيرة للأسرة الحاكمة ابتكر كل من فنغ مِنغلونغ ولينغ منغتشو القصة القصيرة العامية. أما النصوص المسرحية في هذه الحقبة فاتسمت بالخيال، وكان أشهرها جناح الفاوانيا التي كتبها تانغ شيانزو والتي عُرضت لأول مرة في جناح الأمير تانغ عام 1598.
كذلك سُلط الضوء في هذا العصر على المواضيع غير الرسمية وكتابات السفر، فنشر شو شياكي مؤلف كتاب أدب السفر يوميات سفره في 404,000 مقطع صيني، تضمنت المقاطع معلومات عن كل شيء من الجغرافيا المحلية حتى علم المعادن، واستخدم الشاعر الصيني يوان هونغداو أدب السفر ليعبر عن رغبته في الفردية والاستقلال عن سياسة المحكمة الكونفوشية. هذه الرغبة في التحرر من التسويات الأخلاقية التي لا تنفصل عن مهنة الباحث العلمي، وكان هذا الشعور المعادي للمسؤولين في أدب وشعر يوان يتبع فعلياً تقاليد شاعر سلالة سونغ سو شي، فأسس هونغداو مع أخويه يوان سونغ داو ويوان تشونغداو مدرسة الحروف في كونغان التي تلقت النقد من المؤسسة الكونفوشية لارتباطها بالغنائية الحديثة شديدة الحساسية والتي كانت واضحة أيضاً في روايات مِنغ العامية مثل جين بينغ ماي. لكن النبلاء والباحثين تأثروا بالأدب الرومانسي الشعبي الحديث باحثين عن محظيات كتوائم روحية لإعادة قصص الحب الملحمية التي رتبت لزيجات لم تستطع توفيرها. في عام 1582، ظهرت الإشارة الأولى لنشر صحف خاصة في بكين، تحولت صحيفة بكين الرسمية في عام 1638 من الطباعة الخشبية إلى الطباعة المنقولة.
استند الرسامون المشهورون بمن فيهم ني زان ودونغ تشيتشانغ، إضافة إلى الخبراء الأربعة في سلالة مِنغ شين زو وتانغ يين ووين زينغمِنغ وكاي ينغ، في لوحاتهم على التقنيات والأساليب والتعقيد نفسه الذي كان معتمداً عند أسلافهم من السونغ واليوان مع تطويرها وإضافة تقنيات وأساليب جديدة إليها. وكان رسامو مِنغ المعروفون قادرين على كسب العيش ببساطة من خلال الرسم فحسب، نظراً لغلاء الأسعار التي كانوا يطلبونها لقاء أعمالهم إلى جانب الإقبال الكبير من المجتمع المثقف على جمع الأعمال الفنية الثمينة، ودُفع مرة للفنان كاي ينغ 2.8 كيلوغرام من الفضة لرسم لفافة يدوية طويلة كهدية لوالدة أحد أثرياء البلاد في عيد ميلادها الثمانين. كذلك حشد الفنانون المشهورون حاشية من المتابعين حولهم، بعضهم كان هاوياً يرسم أثناء متابعة مسيرته المهنية، والبعض الآخر كان متفرغاً للرسم.
عُرفت هذه الحقبة أيضاً بالسيراميك والخزف، فكان المركز الرئيسي للخزف هو الأفران الإمبراطورية في جينغدتشن الموجودة في مقاطعة جيانغشي، والتي كانت الأكثر شهرة بالخزف الأبيض والأزرق إلى جانب أنماط أخرى، بينما لبت مصانع ديهوا في فوجيان الأذواق الأوروبية من خلال إنتاج الخزف الصيني وتصديره في أواخر القرن السادس عشر. وعُرف العديد من الخزافين المستقلين مثل هي تشاوزونغ الذي أصبح مشهوراً في بداية القرن السابع عشر بأسلوبه في نحت الخزف الأبيض. وفي تجارة السيراميك في آسيا، قدر تشويمي هو أن نحو 16% من صادرات السيراميك الصيني التي تعود إلى أواخر عهد المِنغ أُرسلت إلى أوروبا، بينما وُجه الباقي إلى اليابان وجنوب شرق آسيا. ويذكر بعض المؤرخين أن صناعة الخزف في عصر أسرة مِنغ قد كسرت حدود القومية والمنطقة وأصبح مفتوح الفن، وهو الأمر الذي نتج عنه تلاقح الثقافتين الصينية والعربية. كما ظهرت تصميمات زخرفية بحروف عربية وفارسية على سطح الخزف الأزرق من عصر أسرة مِنغ حيث عرض إبريق خزفي أزرق ذو مقبض يعود لأسرة مِنغ في معرض هونغشي الفني بتايبي، وقد كتبت على فوهته عبارة بالفارسية تعني أن هذا الإبريق صنع لأمير فارسي 1035هـ /1625م، وفي معرض تيانمينلو بهونغ كونغ طاسة خزفية زرقاء من عهد الإمبراطور يونغلي لأسرة مِنغ، مكتوب على سطحها "الحمد لله" مما يدل على التبادل الاقتصادي والثقافي بين الصين ودول غرب آسيا.
عرضت التصاميم المنحوتة على الورنيش والمزججة على الخزف مشاهد تشبه بتعقيدها اللوحات، ووُجدت هذه التصاميم عادة في منازل الأثرياء مع الحرير المطرز والأواني المرصعة باليشم والعاج، وكذلك احتوت منازل الأثرياء في تلك الفترة على أثاث من خشب الورد وشبك من الريش. أما بالنسبة إلى مواد الكتابة، ذكرت دراسة أجراها أحد الباحثين أنها صُممت بشكل طقوسي أعطاها جمالية خاصة كما في حاملات الفرشاة المنحوتة بإتقان من الحجر أو الخشب.
ركز الذوق في أواخر عهد سلالة مِينغ على تلك القطع ذات الذوق الرفيع، والتي وفرت عملاً لتجار الفن والمحتالين المغمورين الذين قلدوا هذه القطع، وعن ذلك كتب اليسوعي ماتيو ريتشي أثناء إقامته في نانجينغ أن الفنانين المحتالين كانوا بارعين في التزوير وتحصيل أرباح ضخمة، لكن ليو تونغ كتب كتاباً في عام 1635 أخبر فيه القراء طريقة لكشف التزييف وتمييز القطع الفنية الأصلية، وكشف أنه بالإمكان المصادقة على الأعمال البرونزية العائدة لحقبة الإمبراطور شواندي من خلال لمعانها، بينما يُحكم على الأواني الخزفية العائدة لحقبة يونغلي من سماكتها.

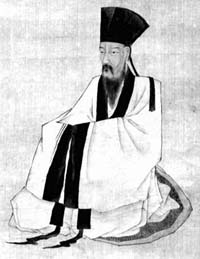
يعتبر يانغ مِنغ أكثر المفكرين الكونفوشيين تأثيرا منذ تشو شي.

### الفلسفة

#### كونفوشية وانغ يانغ مِنغ
خلال عهد سلالة مِنغ، تبنت كل من المحكمة والأدب الصيني تعاليم الكونفوشية الجديدة العائدة إلى عالم سلالة سونغ تشو شي، على الرغم من أن خط مدرسته المباشر دُمر عند إبادة الإمبراطور يونغلي لدرجات القرابة العشر لفانغ شياورو عام 1402، وكان عالم المِنغ الأكثر نفوذاً على الأجيال اللاحقة هو وانغ يانغ مِنغ (1472- 1529) على الرغم من أن تعاليمه تعرضت للهجوم خلال حياته لتشابهها مع تعاليم تشان البوذية. وبناءً على مفاهيم تشو شي عن «تمديد المعرفة» واكتساب الفهم من خلال التحقيق الدقيق والمنطقي في الأشياء والأحداث، جادل وانغ في أنه يمكن للمفاهيم الكونية أن تظهر في دماغ أي شخص، فادعى أن أي شخص -بغض النظر عن نسبه وتعليمه- يمكن أن يصبح بحكمة كونفوشيوس ومنسيوس، وأن كتابات الاثنين لم تكن مصدراً للحقيقة، بل مجرد أدلة قد تحوي عيوباً إذا فحصناها بعناية. فيمكن لفلاح يملك الكثير من الخبرة والذكاء أن يكون أكثر حكمة من عالم يحفظ الكلاسيكيات لكنه لم يختبر العالم الحقيقي.

#### رد الفعل المحافظ
كان العلماء الموظفون الآخرون حذرين من ابتداع وانغ، والعدد المتزايد من تلامذته عندما كان في منصبه، ورسائله الاجتماعية المتمردة. ولتطويق وكبح سلطته، كان يُرسَل غالباً للتعامل مع الشؤون العسكرية والثورات بعيداً عن العاصمة، ومع ذلك اخترقت أفكاره التيار الفكري الصيني السائد وأثارت اهتماماً جديداً بالطاوية والبوذية. من ناحية أخرى، بدأ الناس يتساءلون عن مدى صحة التسلسل الهرمي في المجتمع وفكرة أن يكون العالم فوق الفلاح. أعطى وانغ غين أحد تلامذة وانغ وعاملًا في منجم الملح دروساً للعوام حول السعي للعلم لتحسين حياتهم، بينما تحدى تابعه يا شينين سمو وارتقاء الأسرة في المجتمع الصيني وآمن زميله في نفس الفترة لي زي أن النساء تتساوى فكرياً مع الرجال، ويجب منحهن تعليماً أفضل، ومات الاثنان في السجن بعد أن اعتُقلا بتهمة نشرهم «أفكاراً خطرة»، لكن بعض الأمهات والمحظيات تبنين هذه الأفكار فكنّ أديبات، ومبدعات في فن الخط والرسم والشعر مثل الذكور.